# Lars Hjälmered
Lars Olof Hjälmered, född 22 februari 1977 i Askims församling i Göteborg, är en svensk politiker (moderat). Han var riksdagsledamot från 2006 till 2022, invald för Göteborgs kommuns valkrets. Sedan oktober 2022 är han statssekreterare i Finansdepartementet, med ansvar för bolag i statligt ägande, hos finansminister Elisabeth Svantesson.
Hjälmered är utbildad civilingenjör i maskinteknik vid Chalmers i Göteborg och har arbetat på Volvo Aero i Trollhättan innan han blev invald i riksdagen. Han har också varit ledamot av Göteborgs kommunfullmäktige.

## Riksdagsuppdrag
Hjälmered valdes in som ordinarie ledamot i riksdagen i valet 2006. I samband med detta blev han suppleant i trafikutskottet och utbildningsutskottet. Redan i november 2006 kom han att bli ordinarie ledamot i utbildningsutskottet och förblev det till oktober 2009, då han åter blev suppleant. I oktober 2010 slutade han som suppleant i utbildningsutskottet. Han blev åter suppleant i utbildningsutskottet i mars 2020. Den 28 januari 2022 blev han ledamot och den 1 februari 2022 blev han andre vice ordförande i utbildningsutskottet.
Strax efter att han blev ordinarie ledamot i utbildningsutskottet 2006 slutade han att vara suppleant i trafikutskottet. 2014 återkom han till trafikutskottet då han under en kort period från den 7 oktober till den 18 december var vice ordförande i trafikutskottet. Han blev senare suppleant i trafikutskottet igen i mars 2020.
I oktober 2009 blev han ordinarie ledamot i miljö- och jordbruksutskottet. Detta uppdrag hade han till den 25 september 2013. I mars 2020 blev han suppleant i utskottet.
Från oktober 2010 till september 2013 var han ordinarie ledamot i EU-nämnden. Han blev suppleant i samma nämnd i mars 2020.
Hjälmered blev ledamot i näringsutskottet i september 2013. Från den 19 december 2014 till september 2018 var han vice ordförande och från den 2 oktober 2018 till den 26 februari 2019 var han ordförande i näringsutskottet. Han var därefter under en period ledamot i utskottet, till den 11 maj 2019, då han åter blev utskottets ordförande, ett uppdrag han hade till den 28 januari 2022. 
Han var ledamot i krigsdelegationen 2018–2022.
Utöver tidigare nämnda utskott har Hjälmered under sin tid i riksdagen under olika perioder varit suppleant i flera andra utskott (se lista över uppdrag). 

## Övriga uppdrag och utmärkelser
I mars 2014 utsågs Hjälmered till Moderaternas energipolitiska talesperson. Detta var han till januari 2022, då han istället blev Moderaternas utbildningspolitiska talesperson. 
I oktober 2008 blev Hjälmered personlig suppleant i styrelsen för Stiftelsen Riksbankens Jubileumsfond. Detta uppdrag hade han till 31 oktober 2014.
Lars Hjälmered blev 2014 jämte Jennie Nilsson (S) utsedd av Företagarna till ”Årets företagarvänligaste riksdagsledamot”.

## Kontroverser
I mitten av mars 2010 inleddes en förundersökning mot Hjälmered och två andra riksdagsledamöter till följd av misstankar om mutbrott. Överåklagare Björn Ericson i Malmö hade fått in uppgifter om att de tre riksdagsledamöterna skulle ha blivit bjudna på en resa till Frankrike betald av företaget Shell. Då det inte var klarlagt om det var otillbörligt eller ej valde överåklagaren att inleda en förundersökning. Någon misstanke delgavs ingen av de inblandade och i slutet av mars lades förundersökningen ner då inget brott ansågs ha begåtts.